# Istituto di studi per la programmazione economica
L'Istituto di studi per la programmazione economica (generalmente indicato come ISPE) è stato un ente pubblico italiano, con sede a Roma, che, come indicato dalla legge costitutiva del 27 febbraio 1967, numero 48, articolo 19, aveva il compito di procedere ad indagini, ricerche e rilevazioni inerenti alla programmazione economica ai fini della preparazione di documenti programmatici, secondo le direttive del Ministero del bilancio e della programmazione economica.
Nel 1998, con il decreto del presidente della Repubblica n. 374, insieme con l'Istituto nazionale per lo studio della congiuntura (ISCO), confluì nel nuovo Istituto di studi e analisi economica (ISAE), soppresso, a sua volta, nel 2010.